# 拉卡洛特里
拉卡洛特里（法語：La Calotterie，法語發音：[la kalɔtʁi]）是法国上法蘭西大區加来海峡省的一个市镇，属于蒙特勒伊区。

## 地理
拉卡洛特里（50°28'34"N, 1°43'38"E）面积9.48 平方千米，位于法国上法蘭西大區加来海峡省，该省份为法国北部沿海省份，西北濒北海，南至索姆省，东临北部省。
与拉卡洛特里接壤的市镇（或旧市镇、城区）包括：伯坦、拉马德莱娜-苏蒙特勒伊、圣若斯、索吕、阿坦、布雷克桑-埃诺克。

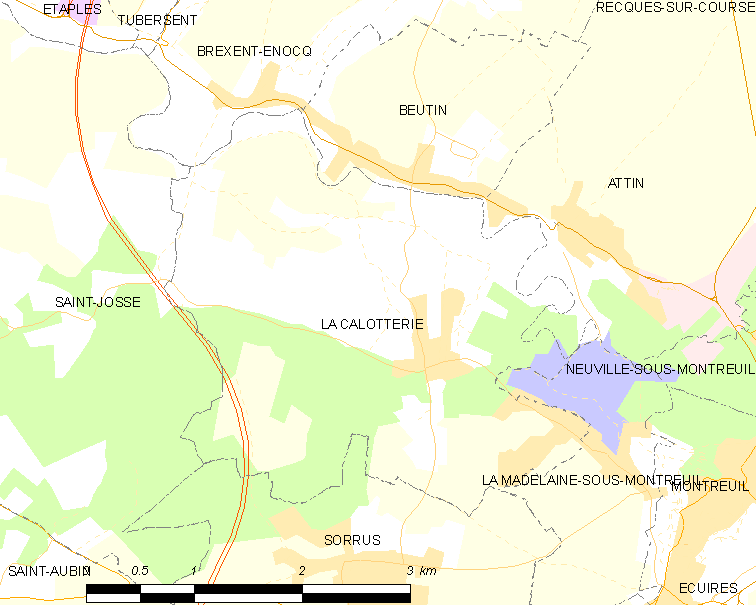
拉卡洛特里的OSM定位图

拉卡洛特里的时区为UTC+01:00、UTC+02:00（夏令时）。

## 行政
拉卡洛特里的邮政编码为62170，INSEE市镇编码为62196。

## 政治
拉卡洛特里所属的省级选区为贝尔克县。

## 人口

1962-2008年间拉卡洛特里人口变化图示

拉卡洛特里于2022年1月1日时的人口数量为586人。